# IronRuby
IronRuby는 마이크로소프트 닷넷 프레임워크를 대상으로 하는 루비의 구현이다. 이는 특히 동적 언어에 대한 동적 입력 및 동적 메서드 디스패치를 제공하는 공용 언어 인프라 위에서 실행되는 라이브러리인 DLR(동적 언어 런타임) 위에서 구현된다.
이 프로젝트는 현재 비활성화되어 있으며 IronRuby의 마지막 릴리스(버전 1.1.3)는 2011년 3월에 출시되었다.

## 같이 보기
- IronPython
- JRuby
- 루비 온 레일즈